# Еберхард V фон Катценелнбоген
Еберхард V фон Катценелнбоген (на немски: Eberhard V von Katzenelnbogen; * ок. 1322 в Катценелнбоген; † 9 декември 1402) е граф от старата линия на „долното графство“ Катценелнбоген.
Той е най-малкият син на граф Вилхелм I фон Катценелнбоген (ок. 1263; † 18 ноември 1331) и втората му съпруга Аделхайд фон Валдек-Катценелнбоген (* ок. 1285; † 1 септември 1329), дъщеря на граф Ото I фон Валдек (1266 – 1305) и ландграфиня София фон Хессен (1264 – 1331/1340).

## Фамилия
Еберхард V се жени между 12 ноември 1367 и 28 януари 1368 г. за графиня Агнес фон Диц († 19 ноември 1399), дъщеря на граф Герхард (IV/VI) фон Диц (ок. 1298 – 1343) и Юта фон фон Насау-Хадамар (ок. 1300 – 1370). Те имат една дъщеря:
- Анна фон Катценелнбоген (* ок. 1368; † 27 октомври 1439), омъжена ок. 26 март 1384 г. или 1385 г. за далечния си братовчед от „младата линия“ Йохан IV фон Катценелнбоген (* ок. 1370; † 27 октомври 1444).

През 1399 г. граф Еберхард V и зет му Йохан IV строят крепост Рюселсхайм. Еберхард V умира на 9 декември 1402 г. и е погребан в манастир Ебербах.
След смъртта му през 1402 г. двете линии, „горното и долното графство Катценелнбоген“, отново се сливат.